# Tự chủ
Trong triết lý phát triển hay đạo đức, chính trị và đạo đức sinh học, tự chủ  là khả năng đưa ra quyết định sáng suốt, không bị ép buộc. Tổ chức hoặc các thiết chế tự chủ là các tổ chức độc lập hoặc tự quản lý. Tự chủ cũng có thể được xác định từ quan điểm nguồn nhân lực và nó có nghĩa là một mức độ tùy ý cấp cho một nhân viên trong công việc của mình. Trong những trường hợp như vậy, tự chủ được biết là mang lại cảm giác hài lòng trong công việc của người lao động. Tự chủ là một thuật ngữ cũng được sử dụng rộng rãi trong lĩnh vực y học. Thực tế là quyền tự chủ cá nhân được công nhận và đánh giá cao trong chăm sóc sức khỏe.

## Xã hội học
Trong xã hội học tri thức, một nhánh của xã hội học, một cuộc tranh cãi về ranh giới tự chủ dừng lại ở khái niệm tự chủ tương đối, cho đến khi một kiểu chữ tự trị được tạo ra và phát triển trong các nghiên cứu khoa học và công nghệ. Theo đó, hình thức tự trị hiện tại của khoa học hiện nay là tự chủ phản xạ: các tác nhân và cấu trúc trong lĩnh vực khoa học có thể dịch ra hoặc phản ánh các chủ đề đa dạng được trình bày bởi các lĩnh vực xã hội và chính trị, cũng như ảnh hưởng đến chúng về các lựa chọn theo chủ đề trong nghiên cứu dự án.

### Tự chủ thể chế
Thể chế tự chủ là có năng lực như một nhà lập pháp để có thể xây dựng và theo đuổi mục tiêu chính thức. Các tổ chức có trách nhiệm tìm kiếm lượng tài nguyên phù hợp hoặc sửa đổi các kế hoạch, chương trình, khóa học, trách nhiệm và dịch vụ hiện tại của họ để có thể có phương tiện phù hợp với mục đích cuối cùng. Nhưng để làm được điều đó, họ phải chống lại những trở ngại có thể xảy ra, như áp lực xã hội và những khó khăn kinh tế xã hội. Từ quan điểm của một nhà lập pháp, để tăng quyền tự chủ về thể chế, các điều kiện của việc tự quản lý và tự quản thể chế phải được đưa ra. Sự gia tăng khả năng lãnh đạo và phân phối lại trách nhiệm của việc ra quyết định sẽ có lợi cho việc nghiên cứu các nguồn lực.
Tự chủ thể chế thường được coi là một từ đồng nghĩa với quyền tự quyết, và chính phủ sợ rằng điều đó sẽ dẫn các thể chế đến một nhà nước vô chủ hoặc ly khai. Nhưng sự tự chủ nên được coi là giải pháp cho các cuộc đấu tranh của quyền tự quyết. Quyền tự quyết là một phong trào hướng tới độc lập, trong khi tự chủ là một cách để thích ứng với người ly khai trong một quốc gia. Tự chủ thể chế đã là câu trả lời cho các xung đột liên quan đến các nhóm thiểu số và các nhóm dân tộc trong một xã hội. Cho phép tự chủ hơn cho các nhóm và các tổ chức giúp tạo mối quan hệ ngoại giao với họ và chính phủ.

## Chính trị
Theo cách nói của chính phủ, quyền tự chủ đề cập đến sự tự quản. Một ví dụ về quyền tài phán tự trị là chính quyền cũ của Hoa Kỳ tại Quần đảo Philippines. Đạo luật tự trị Philippines năm 1916 đã cung cấp khuôn khổ cho việc thành lập một chính phủ tự trị, theo đó người dân Philippines có quyền tự trị trong nước rộng hơn trước đây, mặc dù nó dành một số đặc quyền cho Hoa Kỳ để bảo vệ quyền và lợi ích chủ quyền của mình. Một ví dụ khác là tình trạng của Kosovo là Tỉnh tự trị xã hội chủ nghĩa Kosovo dưới thời chính phủ Nam Tư cũ của Thống chế Tito.

## Triết học
Tự chủ là một khái niệm quan trọng có tác động rộng lớn đến các lĩnh vực triết học khác nhau. Trong triết học siêu hình, khái niệm tự chủ được tham chiếu trong các cuộc thảo luận về ý chí tự do, chủ nghĩa chết người, chủ nghĩa quyết định và cơ quan. Trong cuốn sách Làm thế nào để đưa ra quyết định tốt và luôn đúng đắn, triết gia Iain King đã phát triển một 'Nguyên tắc tự trị', mà ông định nghĩa là "Hãy để mọi người tự chọn, trừ khi chúng ta biết lợi ích của họ tốt hơn họ có thể."  King cho rằng không đủ để biết lợi ích của người khác tốt hơn người đó; quyền tự chủ chỉ nên bị xâm phạm nếu một người không thể biết lợi ích riêng của họ về một vấn đề cụ thể. Trong triết học đạo đức, tự chủ đề cập đến việc tự mình tuân theo luật đạo đức khách quan.

### Theo Kant
Immanuel Kant (1724 Từ1804) xác định quyền tự chủ theo ba chủ đề liên quan đến đạo đức đương đại. Thứ nhất, tự chủ là quyền để một người tự đưa ra quyết định của mình, bỏ qua bất kỳ sự can thiệp nào từ người khác. Thứ hai, tự chủ như khả năng đưa ra quyết định như vậy thông qua sự độc lập của chính mình và sau khi phản ánh cá nhân. Thứ ba, là một cách sống lý tưởng tự chủ. Tóm lại, tự chủ là quyền đạo đức mà người ta sở hữu, hoặc năng lực chúng ta có để suy nghĩ và đưa ra quyết định cho chính mình cung cấp một mức độ kiểm soát hoặc quyền lực đối với các sự kiện diễn ra trong cuộc sống hàng ngày của mỗi người.
Bối cảnh trong đó Kant giải quyết quyền tự chủ liên quan đến lý thuyết đạo đức, hỏi cả những câu hỏi nền tảng và trừu tượng. Ông tin rằng để có đạo đức thì phải có quyền tự chủ. Ông chia quyền tự chủ (autonomy) thành hai thành phần riêng biệt. "Auto" có thể được định nghĩa là hình thức độc lập tiêu cực hoặc được tự do theo nghĩa tiêu cực. Đây là khía cạnh mà các quyết định được đưa ra một mình. Trong khi đó, "nomos" là ý nghĩa tích cực, tự do hoặc hợp pháp, nơi bạn đang chọn một luật để tuân theo. Tự chủ của Kant cũng cung cấp một cảm giác tự chủ hợp lý, đơn giản có nghĩa là một người có lý trí sở hữu động lực để chi phối cuộc sống của chính họ. Tự chủ hợp lý đòi hỏi phải đưa ra quyết định của riêng bạn nhưng nó không thể được thực hiện chỉ trong sự cô lập. Các tương tác hợp lý được yêu cầu để vừa phát triển vừa rèn luyện khả năng sống trong một thế giới với những người khác.
Kant cho rằng đạo đức giả định sự tự chủ này (tiếng Đức: Autonomie) trong các tác nhân đạo đức, vì các yêu cầu đạo đức được thể hiện trong các mệnh lệnh phân loại. Một mệnh lệnh là phân loại nếu nó đưa ra một lệnh hợp lệ độc lập với mong muốn hoặc lợi ích cá nhân sẽ cung cấp lý do cho việc tuân theo lệnh. Đó là giả thuyết nếu tính hợp lệ của lệnh của nó, nếu lý do tại sao người ta có thể mong đợi tuân theo nó, thì thực tế là người ta mong muốn hoặc quan tâm đến một điều gì đó mà sự tuân theo mệnh lệnh sẽ đòi hỏi. "Đừng tăng tốc trên đường cao tốc nếu bạn không muốn bị cảnh sát chặn lại" là một điều bắt buộc giả định. "Vi phạm pháp luật là sai, vì vậy đừng tăng tốc trên xa lộ" là một mệnh lệnh cấp bách. Lệnh giả định không chạy quá tốc độ trên đường cao tốc là không hợp lệ đối với bạn nếu bạn không quan tâm liệu bạn có bị cảnh sát chặn lại hay không. Lệnh phân loại là hợp lệ cho bạn một trong hai cách. Các tác nhân đạo đức tự trị có thể được mong đợi tuân theo mệnh lệnh của một mệnh lệnh phân loại ngay cả khi họ thiếu ham muốn cá nhân hoặc quan tâm đến việc đó. Nó vẫn là một câu hỏi mở.
Khái niệm tự chủ của Kantian thường bị hiểu sai, bỏ qua điểm quan trọng về sự tự khuất phục của tác nhân tự trị đối với luật đạo đức. Người ta cho rằng quyền tự chủ được giải thích đầy đủ là khả năng tuân theo mệnh lệnh phân loại độc lập với mong muốn hoặc lợi ích cá nhân khi thực hiện điều đó hay tệ hơn, quyền tự chủ đó là "tuân theo" mệnh lệnh phân loại độc lập với mong muốn hoặc lợi ích tự nhiên; và sự khác biệt đó, ngược lại, là hành động thay vì động cơ cá nhân thuộc loại được quy chiếu trong các mệnh lệnh giả định.
Trong cuốn Nền tảng của siêu hình học về đạo đức, Kant đã áp dụng khái niệm tự chủ cũng để định nghĩa khái niệm về phẩm chất và phẩm giá con người. Tự chủ, cùng với lý tính, được Kant xem là hai tiêu chí cho một cuộc sống có ý nghĩa. Kant sẽ xem xét một cuộc sống mà không có những thứ không đáng sống này; nó sẽ là một cuộc sống có giá trị tương đương với cây hoặc côn trùng. Theo quyền tự chủ của Kant là một phần lý do khiến chúng ta buộc người khác phải chịu trách nhiệm về mặt đạo đức cho hành động của họ. Hành động của con người là khen ngợi về mặt đạo đức - hoặc đáng trách trong đức tính tự chủ của chúng ta. Những sinh vật không tự trị như thực vật hay động vật không đáng trách do hành động của chúng là không tự trị. Quan điểm của Kant về tội phạm và hình phạt bị ảnh hưởng bởi quan điểm của ông về quyền tự chủ. Tẩy não hoặc đánh thuốc tội phạm trở thành công dân tuân thủ pháp luật sẽ là vô đạo đức vì nó sẽ không tôn trọng quyền tự chủ của họ. Phục hồi chức năng phải được tìm kiếm theo cách tôn trọng quyền tự chủ và nhân phẩm của họ như con người.

### Theo Nietzsche
Friedrich Nietzsche đã viết về quyền tự chủ và cuộc chiến đạo đức. Tự chủ theo nghĩa này được gọi là tự do và đòi hỏi một số khía cạnh của bản thân, bao gồm tự trọng và thậm chí tự yêu chính mình. Điều này có thể được hiểu là bị ảnh hưởng bởi Kant (tự trọng) và Aristotle (tự yêu). Đối với Nietzsche, việc định giá quyền tự chủ đạo đức có thể làm tan biến mâu thuẫn giữa tình yêu (tự yêu) và luật pháp (tự trọng) sau đó có thể chuyển thành hiện thực thông qua kinh nghiệm tự chịu trách nhiệm. Bởi vì Nietzsche định nghĩa có ý thức tự do với trách nhiệm với cuộc sống của chính mình, tự do và tự chịu trách nhiệm có thể liên quan rất nhiều đến quyền tự chủ.

### Theo Piaget
Nhà triết học người Thụy Sĩ Jean Piaget (1896-1980) tin rằng sự tự chủ đến từ bên trong và kết quả từ một "quyết định tự do". Đó là giá trị nội tại và đạo đức tự chủ không chỉ được chấp nhận mà còn bắt buộc. Khi một nỗ lực trao đổi xã hội xảy ra, đó là sự đối ứng, lý tưởng và tự nhiên để có quyền tự chủ bất kể tại sao sự hợp tác với những người khác đã diễn ra. Đối với Piaget, thuật ngữ tự trị có thể được sử dụng để giải thích ý tưởng rằng các quy tắc là tự chọn. Bằng cách chọn quy tắc nào để tuân theo hay không, chúng ta sẽ lần lượt xác định hành vi của chính mình.
Piaget nghiên cứu sự phát triển nhận thức của trẻ em bằng cách phân tích chúng trong các trò chơi của chúng và thông qua các cuộc phỏng vấn, thiết lập (trong số các nguyên tắc khác) rằng quá trình trưởng thành đạo đức của trẻ em xảy ra theo hai giai đoạn, giai đoạn đầu tiên của giai đoạn tự trị và giai đoạn thứ hai của tự trị:
- Lý luận dị nguyên:

Quy tắc là khách quan và không thay đổi. Chúng là theo nghĩa đen bởi vì chính quyền đang ra lệnh cho nó và không phù hợp với ngoại lệ hoặc các cuộc thảo luận. Cơ sở của quy tắc là cơ quan cấp trên (cha mẹ, người lớn, Nhà nước), rằng nó không nên đưa ra lý do cho các quy tắc áp đặt hoặc hoàn thành chúng trong mọi trường hợp. Nhiệm vụ được cung cấp được quan niệm như được đưa ra từ chính mình. Bất kỳ động lực đạo đức và tình cảm đều có thể thông qua những gì người ta tin là đúng.
- Lý luận tự trị:

Các quy tắc là sản phẩm của một thỏa thuận và, do đó, có thể sửa đổi. Chúng có thể là đối tượng để giải thích và phù hợp với ngoại lệ và phản đối. Cơ sở của quy tắc là sự chấp nhận của chính nó và ý nghĩa của nó phải được giải thích. Các chế tài phải tương xứng với sự vắng mặt, cho rằng đôi khi hành vi phạm tội có thể không bị trừng phạt, do đó hình phạt tập thể là không thể chấp nhận nếu đó không phải là tội lỗi. Các trường hợp có thể không trừng phạt một tội lỗi. Nhiệm vụ được cung cấp được quan niệm như được đưa ra từ bên ngoài. Người ta tuân theo các quy tắc một cách máy móc vì nó đơn giản là một quy tắc, hoặc như một cách để tránh một hình thức trừng phạt.

### Theo Kohlberg
Nhà tâm lý học người Mỹ Lawrence Kohlberg (1927-1987) tiếp tục các nghiên cứu về Piaget. Các nghiên cứu của ông đã thu thập thông tin từ các vĩ độ khác nhau để loại bỏ sự biến đổi văn hóa, và tập trung vào lý luận đạo đức, và không quá nhiều trong hành vi hoặc hậu quả của nó. Thông qua các cuộc phỏng vấn với các cậu bé vị thành niên và thanh thiếu niên, những người đã cố gắng và giải quyết "những tình huống khó xử về đạo đức", Kohlberg tiếp tục phát triển các giai đoạn phát triển đạo đức. Câu trả lời họ cung cấp có thể là một trong hai điều. Hoặc là họ chọn tuân theo một luật nhất định, nhân vật có thẩm quyền hoặc quy tắc nào đó hoặc họ chọn thực hiện các hành động sẽ phục vụ nhu cầu của con người nhưng lần lượt phá vỡ quy tắc hoặc mệnh lệnh đã cho này.
Tình huống khó xử về đạo đức phổ biến nhất được hỏi liên quan đến vợ của một người đàn ông sắp chết do một loại ung thư đặc biệt. Bởi vì thuốc quá đắt để người chồng mua được, và vì dược sĩ đã phát hiện và bán thuốc lại không có lòng trắc ẩn đối với anh chồng và chỉ muốn có lợi nhuận, anh ta đã đánh cắp nó. Kohlberg hỏi những cậu bé vị thành niên và thiếu niên này (10-, 13- và 16 tuổi) nếu họ nghĩ đó là những gì người chồng nên làm hay không nên làm. Do đó, tùy thuộc vào quyết định của họ, họ đã cung cấp câu trả lời cho Kohlberg về những lý lẽ và suy nghĩ sâu sắc hơn và xác định những gì họ coi trọng là quan trọng. Giá trị này sau đó xác định "cấu trúc" của lý luận đạo đức của họ.

## Sự phát triển của trẻ
Tự chủ trong thời thơ ấu và thanh thiếu niên là khi người ta cố gắng đạt được ý thức về bản thân như một cá nhân riêng biệt, tự quản. Giữa độ tuổi 11, trong giai đoạn phát triển thứ hai của Erikson và Freud, cuộc khủng hoảng tâm lý xã hội xảy ra là sự tự chủ so với sự xấu hổ và nghi ngờ. Sự kiện quan trọng xảy ra trong giai đoạn này là trẻ em phải học cách tự chủ, và việc không làm như vậy có thể khiến trẻ nghi ngờ về khả năng của chính mình và cảm thấy xấu hổ. Khi một đứa trẻ trở nên tự chủ, nó cho phép chúng khám phá và có được những kỹ năng mới. Tự chủ có hai khía cạnh quan trọng trong đó có một thành phần cảm xúc, trong đó người ta dựa nhiều vào bản thân hơn là cha mẹ và thành phần hành vi nơi người ta đưa ra quyết định một cách độc lập bằng cách sử dụng phán đoán của họ. Các phong cách nuôi dạy trẻ ảnh hưởng đến sự phát triển tự chủ của trẻ. Nuôi con có thẩm quyền là cách tiếp cận thành công nhất, nơi cha mẹ tham gia vào việc tự chủ trao quyền phù hợp với độ tuổi và khả năng của họ. Tự chủ trong tuổi thiếu niên có liên quan chặt chẽ đến việc tìm kiếm bản sắc của họ. Ở tuổi vị thành niên, cha mẹ và các đồng nghiệp đóng vai trò là tác nhân ảnh hưởng. Ảnh hưởng ngang hàng ở tuổi vị thành niên sớm có thể giúp quá trình thanh thiếu niên dần dần tự chủ hơn bằng cách ít bị ảnh hưởng của cha mẹ hoặc bạn bè khi họ già đi. Ở tuổi thiếu niên, nhiệm vụ phát triển quan trọng nhất là phát triển ý thức tự chủ lành mạnh.

## Tôn giáo
Trong Kitô giáo, quyền tự chủ được thể hiện như một sự tự quản một phần trên nhiều cấp độ quản lý nhà thờ. Trong lịch sử Kitô giáo, có hai loại tự trị cơ bản. Một số giáo xứ và tu viện quan trọng đã được trao quyền và đặc quyền tự trị đặc biệt, và ví dụ nổi tiếng nhất về tự trị tu viện là cộng đồng tu viện Chính thống Đông phương nổi tiếng trên Núi Arlington ở Hy Lạp. Mặt khác, quyền tự chủ hành chính của toàn bộ các tỉnh giáo hội trong suốt lịch sử bao gồm nhiều mức độ khác nhau của tự quản nội bộ.
Trong giáo hội của các Giáo hội Chính thống Đông phương, có một sự phân biệt rõ ràng giữa tự trị và tự trị, vì các nhà thờ chuyên quyền có quyền tự trị và độc lập hoàn toàn, trong khi mọi nhà thờ tự trị đều phải chịu một số nhà thờ tự trị nhất định. Vì mỗi nhà thờ tự trị đều có con đường lịch sử riêng để tự trị giáo hội, nên có những khác biệt đáng kể giữa các nhà thờ tự trị khác nhau về mức độ tự quản đặc biệt của họ. Ví dụ, các nhà thờ tự trị có thể có các giám mục cấp cao nhất của họ, chẳng hạn như một tổng giám mục hoặc đô thị, được bổ nhiệm hoặc xác nhận bởi tộc trưởng của nhà thờ mẹ mà từ đó họ được trao quyền tự trị, nhưng nói chung họ vẫn tự trị ở nhiều góc độ khác.
Trong lịch sử Kitô giáo phương Tây, câu hỏi về tự chủ giáo hội cũng là một trong những câu hỏi quan trọng nhất, đặc biệt là trong các thế kỷ đầu tiên của Kitô giáo, vì các tổng giám mục và đô thị ở Tây Âu thường phản đối khuynh hướng tập trung của Giáo hội Rome. Tính đến  năm 2019, Giáo hội Công giáo gồm 24 Giáo hội tự trị (sui iuris) hiệp thông với Tòa thánh. Các giáo phái Tin Lành khác nhau thường có quyền lực phi tập trung hơn, và các nhà thờ có thể tự trị, do đó có các quy tắc hoặc luật pháp của chính phủ, ở cấp quốc gia, địa phương hoặc thậm chí cá nhân.
Sartre mang đến khái niệm về vị thần Cartesian hoàn toàn tự do và tự trị. Ông nói rằng sự tồn tại có trước bản chất với thần là người tạo ra các tinh chất, sự thật vĩnh cửu và ý chí thiêng liêng. Sự tự do thuần khiết này của thần liên quan đến tự do và tự chủ của con người; nơi một con người không phải chịu những ý tưởng và giá trị tồn tại từ trước.
Theo tu chính án đầu tiên, tại Hoa Kỳ, chính phủ liên bang bị hạn chế trong việc xây dựng một Giáo hội quốc gia. Điều này là do sửa đổi đầu tiên công nhận quyền tự do của mọi người để tôn thờ đức tin của họ theo niềm tin của chính họ. Ví dụ, chính phủ Mỹ đã loại bỏ giáo hội khỏi "phạm vi quyền lực" của họ  do các tác động lịch sử của giáo hội đối với chính trị và thẩm quyền của họ đối với công chúng. Đây là sự khởi đầu của quá trình phá hủy. Các nhà thờ Tin lành ở Hoa Kỳ có tác động lớn đến văn hóa Mỹ, vào thế kỷ XIX, nơi họ tổ chức thành lập trường học, bệnh viện, trại trẻ mồ côi, cao đẳng, tạp chí, v.v. Điều này đã đưa ra thuật ngữ nổi tiếng, tuy nhiên, giải thích sai về sự tách biệt giữa giáo hội và nhà nước. Những giáo hội này đã mất sự hỗ trợ về mặt lập pháp và tài chính từ nhà nước.

### Quá trình phá hủy ảnh hưởng
Sự thành lập đầu tiên bắt đầu với việc giới thiệu dự luật về quyền. Trong thế kỷ XX, do cuộc đại khủng hoảng những năm 1930 và sự hoàn thành của chiến tranh thế giới thứ hai, các nhà thờ Mỹ đã được hồi sinh. Cụ thể là các nhà thờ Tin lành. Đây là sự khởi đầu của sự thành lập thứ hai  là các nhà thờ đã trở nên phổ biến trở lại nhưng không có quyền lập pháp. Một trong những lý do chính tại sao các nhà thờ có được sự tham dự và phổ biến là do sự bùng nổ trẻ sơ sinh. Nơi những người lính trở về từ cuộc chiến tranh thế giới thứ hai và bắt đầu gia đình của họ. Dòng người mới sinh lớn đã mang đến cho các nhà thờ một làn sóng tín đồ mới. Tuy nhiên, những tín đồ này đã không giữ niềm tin giống như cha mẹ của họ và đưa ra các cuộc cách mạng chính trị và tôn giáo trong những năm 1960.
Trong những năm 1960, sự sụp đổ của trung lưu tôn giáo và văn hóa đã dẫn đến sự phá hủy thứ ba. Tôn giáo trở nên quan trọng đối với cá nhân và ít có khả năng là cộng đồng. Những thay đổi mang lại từ các cuộc cách mạng này đã làm tăng đáng kể quyền tự chủ cá nhân của các cá nhân do thiếu các hạn chế về cấu trúc mang lại cho họ sự tự do lựa chọn. Khái niệm này được gọi là "chủ nghĩa tự nguyện mới"  trong đó các cá nhân có quyền lựa chọn tự do về cách tôn giáo và lựa chọn tự do cho dù có tôn giáo hay không.

## Y tế
Trong bối cảnh y tế, tôn trọng quyền tự chủ cá nhân của bệnh nhân được coi là một trong nhiều nguyên tắc đạo đức cơ bản trong y học. Tự chủ có thể được định nghĩa là khả năng của người đó đưa ra quyết định của riêng mình. Niềm tin vào sự tự chủ này là tiền đề trung tâm của khái niệm đồng ý và đưa ra quyết định chung. Ý tưởng này, trong khi được coi là thiết yếu đối với thực hành y học ngày nay, đã được phát triển trong 50 năm qua. Theo Tom Beauchamp và James Childress (trong Nguyên tắc đạo đức y sinh), các thử nghiệm ở Nieders chi tiết về các "thí nghiệm" y học bóc lột khủng khiếp đã vi phạm tính toàn vẹn về thể chất và quyền tự chủ cá nhân của đối tượng. Những sự cố này đã thúc đẩy kêu gọi các biện pháp bảo vệ trong nghiên cứu y tế, chẳng hạn như Bộ luật Nôm na nhấn mạnh tầm quan trọng của việc tham gia tự nguyện vào nghiên cứu y tế. Người ta tin rằng Nuremberg Code là tiền đề cho nhiều tài liệu hiện hành liên quan đến đạo đức nghiên cứu.
Tôn trọng quyền tự chủ đã được kết hợp trong chăm sóc sức khỏe và bệnh nhân có thể được phép đưa ra quyết định cá nhân về các dịch vụ chăm sóc sức khỏe mà họ nhận được. Đáng chú ý, tự chủ có một số khía cạnh cũng như những thách thức ảnh hưởng đến hoạt động chăm sóc sức khỏe. Cách thức xử lý bệnh nhân có thể làm suy yếu hoặc hỗ trợ quyền tự chủ của bệnh nhân và vì lý do này, cách thức truyền đạt của bệnh nhân trở nên rất quan trọng. Một mối quan hệ tốt giữa bệnh nhân và bác sĩ chăm sóc sức khỏe cần được xác định rõ để đảm bảo quyền tự chủ của bệnh nhân được tôn trọng. Cũng giống như trong bất kỳ tình huống cuộc sống nào khác, một bệnh nhân sẽ không muốn chịu sự kiểm soát của người khác. Động thái nhấn mạnh sự tôn trọng quyền tự chủ của bệnh nhân xuất phát từ các lỗ hổng được chỉ ra liên quan đến quyền tự chủ.
Tuy nhiên, tự chủ không chỉ áp dụng trong bối cảnh nghiên cứu. Người dùng hệ thống chăm sóc sức khỏe có quyền được đối xử tôn trọng quyền tự chủ của họ, thay vì bị chi phối bởi bác sĩ. Điều này được gọi là chủ nghĩa gia trưởng. Trong khi chủ nghĩa gia trưởng có nghĩa là tốt cho toàn bộ bệnh nhân, điều này có thể rất dễ can thiệp vào quyền tự chủ. Thông qua mối quan hệ trị liệu, một cuộc đối thoại chu đáo giữa khách hàng và bác sĩ có thể dẫn đến kết quả tốt hơn cho khách hàng, vì anh ta hoặc cô ta là người tham gia nhiều hơn trong việc ra quyết định.
Tự chủ khác nhau và một số bệnh nhân thấy nó áp đảo, đặc biệt là trẻ vị thành niên khi phải đối mặt với các tình huống khẩn cấp. Điều quan trọng cần lưu ý là không phải mọi bệnh nhân đều có khả năng đưa ra quyết định tự trị. Những người không thể đưa ra quyết định sẽ thách thức các bác sĩ vì việc xác định khả năng đưa ra quyết định của bệnh nhân trở nên khó khăn. Ở một mức độ nào đó, người ta đã nói rằng sự nhấn mạnh của quyền tự chủ trong chăm sóc sức khỏe đã làm suy yếu việc thực hành của những người hành nghề chăm sóc sức khỏe để cải thiện sức khỏe của bệnh nhân khi cần thiết. Kịch bản đã dẫn đến căng thẳng trong mối quan hệ giữa bệnh nhân và bác sĩ chăm sóc sức khỏe. Điều này là bởi vì nhiều như một bác sĩ muốn ngăn ngừa bệnh nhân đau khổ, anh ta hoặc cô ta vẫn phải tôn trọng quyền tự chủ. Lợi ích cho phép các bác sĩ hành động có trách nhiệm trong thực hành của họ, có thể liên quan đến việc tự chủ. Khoảng cách giữa bệnh nhân và bác sĩ đã dẫn đến các vấn đề bởi vì trong các trường hợp khác, bệnh nhân đã phàn nàn về việc không được thông báo đầy đủ.
Bảy yếu tố của sự đồng ý có hiểu biết (theo định nghĩa của Beauchamp và Childress) bao gồm các yếu tố ngưỡng (năng lực và sự tự nguyện), yếu tố thông tin (tiết lộ, khuyến nghị và hiểu) và các yếu tố đồng ý (quyết định và ủy quyền). Một số triết gia như Harry Frankfurt coi tiêu chí Beauchamp và Childress là không đủ. Họ cho rằng một hành động chỉ có thể được coi là tự trị nếu nó liên quan đến việc thực hiện khả năng hình thành các giá trị bậc cao hơn về mong muốn khi hành động có chủ ý. Điều này có nghĩa là bệnh nhân có thể hiểu tình huống và lựa chọn của họ nhưng sẽ không tự chủ trừ khi bệnh nhân có thể đưa ra những đánh giá giá trị về lý do họ chọn các lựa chọn điều trị, họ sẽ không hành động tự chủ.
Có nhiều định nghĩa khác nhau về quyền tự chủ, nhiều trong số đó đặt cá nhân vào bối cảnh xã hội. Xem thêm: tự chủ quan hệ, trong đó gợi ý rằng một người được xác định thông qua mối quan hệ của họ với người khác và "tự chủ được hỗ trợ"  cho thấy trong những trường hợp cụ thể có thể cần phải tạm thời thỏa hiệp quyền tự chủ của người đó trong ngắn hạn để giữ quyền tự chủ của họ trong dài hạn. Các định nghĩa khác về quyền tự chủ tưởng tượng người đó là một thực thể chứa đựng và tự cung tự cấp mà các quyền của họ không nên bị xâm phạm trong bất kỳ trường hợp nào.
Trong một số trường hợp duy nhất, chính phủ có thể có quyền tạm thời ghi đè quyền toàn vẹn cơ thể để giữ gìn cuộc sống và hạnh phúc của người đó. Hành động như vậy có thể được mô tả bằng cách sử dụng nguyên tắc "tự chủ được hỗ trợ", một khái niệm được phát triển để mô tả các tình huống độc nhất về sức khỏe tâm thần (ví dụ bao gồm việc ép ăn của một người chết vì rối loạn ăn uống gây ra chứng chán ăn hoặc điều trị tạm thời của một người sống với chứng rối loạn tâm thần với thuốc chống loạn thần). Trong khi gây tranh cãi, nguyên tắc tự chủ được hỗ trợ phù hợp với vai trò của chính phủ để bảo vệ cuộc sống và tự do của công dân. Terrence F. Ackerman đã nhấn mạnh các vấn đề với những tình huống này, ông tuyên bố rằng bằng cách thực hiện quá trình bác sĩ hành động hoặc chính phủ này có nguy cơ hiểu sai về xung đột các giá trị như là một tác động hạn chế của bệnh tật đối với quyền tự chủ của bệnh nhân.
Từ những năm 1960, đã có nhiều nỗ lực để tăng quyền tự chủ của bệnh nhân, bao gồm cả yêu cầu bác sĩ phải tham gia các khóa học đạo đức sinh học trong thời gian họ ở trường y. Mặc dù cam kết quy mô lớn trong việc thúc đẩy quyền tự chủ của bệnh nhân, sự nghi ngờ của y học công cộng ở các nước phát triển vẫn còn. Onora O'Neill đã quy định sự thiếu tin tưởng này đối với các tổ chức y tế và các chuyên gia giới thiệu các biện pháp có lợi cho bản thân họ chứ không phải cho bệnh nhân. O'Neill tuyên bố rằng sự tập trung này vào việc thúc đẩy tự chủ đã phải trả giá bằng các vấn đề như phân phối tài nguyên chăm sóc sức khỏe và sức khỏe cộng đồng.
Một đề xuất để tăng quyền tự chủ của bệnh nhân là thông qua việc sử dụng nhân viên hỗ trợ. Việc sử dụng nhân viên hỗ trợ bao gồm trợ lý y tế, trợ lý bác sĩ, y tá, y tá và nhân viên khác có thể thúc đẩy lợi ích của bệnh nhân và chăm sóc bệnh nhân tốt hơn. Các y tá đặc biệt có thể tìm hiểu về niềm tin và giá trị của bệnh nhân để tăng sự đồng ý và có thể thuyết phục bệnh nhân thông qua logic và lý do để giải trí cho một kế hoạch điều trị nhất định. Điều này sẽ thúc đẩy cả quyền tự chủ và lợi ích, trong khi vẫn giữ nguyên vẹn tính toàn vẹn của bác sĩ. Hơn nữa, Humphreys khẳng định rằng các y tá nên có quyền tự chủ chuyên nghiệp trong phạm vi hành nghề của họ (35-37). Humphreys lập luận rằng nếu các y tá thực hiện quyền tự chủ chuyên môn của họ nhiều hơn, thì sự tự chủ của bệnh nhân sẽ tăng lên (35-37).